# Twinings

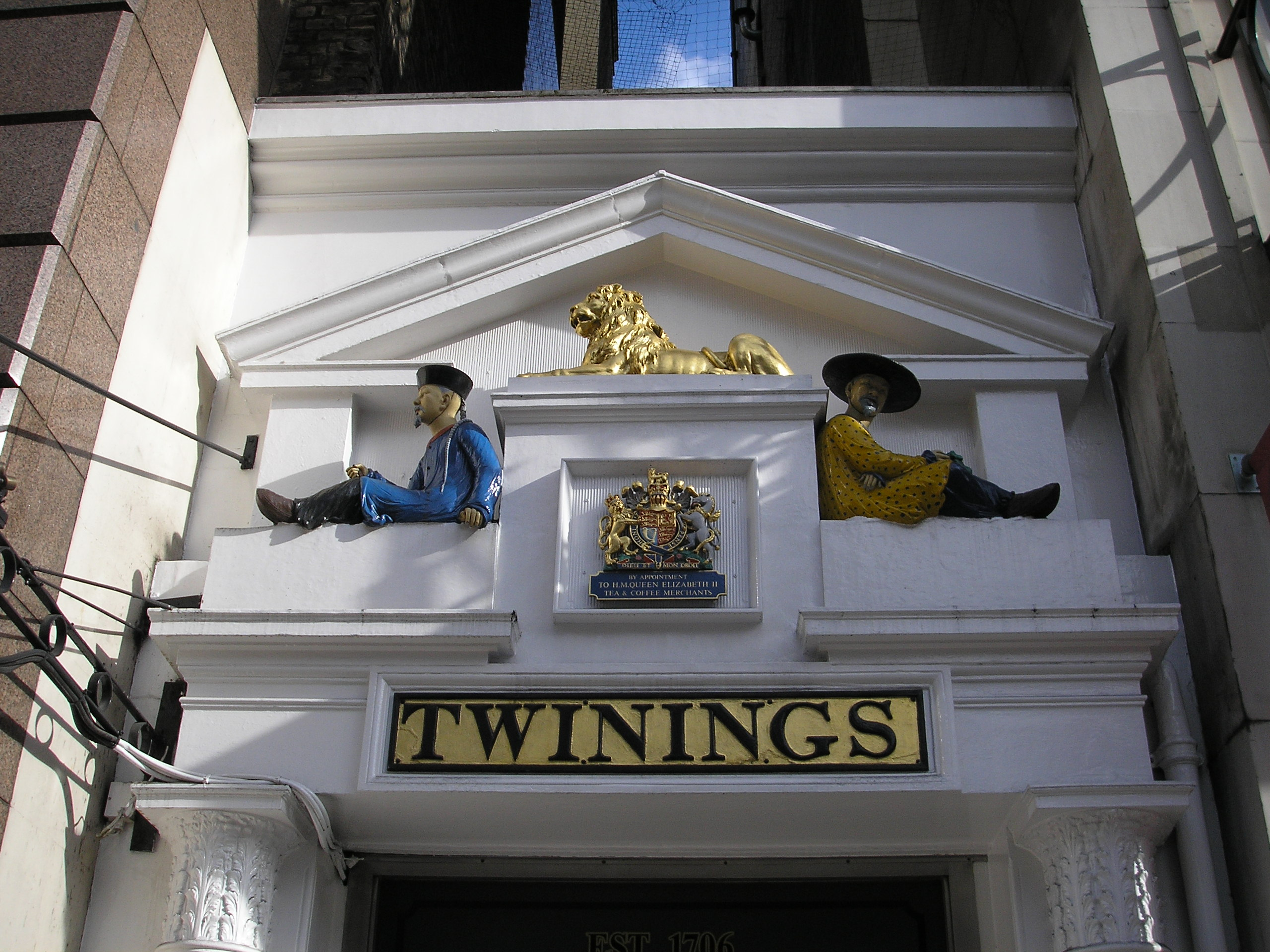

Firma R. Twining & Co Limited je anglický obchodník s čajem se sídlem v Andoveru, hrabství Hampshire.

## Historie
Zakladatelem firmy Twinings je obchodník Thomas Twining. V roce 1706 otevřel v ulici Strand 216 v Londýně první britskou čajovnu, která se zachovala dodnes. Firemní logo vytvořené v roce 1787 je nejdéle používaným logem na světě.
Twinings je držitelem ocenění Royal Warrant uděleného královnou Viktorií v roce 1837. V roce 1964 firmu koupila korporace Associated British Foods. Mezi produkty nabízené firmou Twinings patří mnoho regionálních čajů i ochucených čajových směsí, stejně jako bylinné čaje, káva a horká čokoláda. Jako příklad nabízených čajů lze uvést Lapsang Souchong, English Breakfast, Earl Grey, Lady Grey nebo Darjeeling. Obvykle se má za to, že slavnou čajovou směs Earl Grey namíchala poprvé právě tato firma, a to v době, kdy byl britským premiérem hrabě Charles Grey. Toto tvrzení ale vyvrací konkurenční firma Jacksons of Piccadilly, kterou společnost Twinings vlastní.

## Současnost
V roce 2005 uvedla firma Twinings na trh čaj s názvem "Everyday Tea" (Čaj pro každý den) určený k běžnému pití. V roce 2006 oslavila 300. výročí svého založení speciální kolekcí čajů a také začala vyrábět instantní čokoládový nápoj. V roce 2007 dále představila vlastní řadu káv. V současnosti Twinings prodává přes 200 různých druhů čajů ve více než 100 zemích světa.
Twinings je vlastníkem firmy Nambarrie, producenta čajů se sídlem v Belfastu založeného před více než 140 lety. V dubnu 2008 firma Twinings oznámila svůj záměr zavřít výrobní závod Nambarrie. Dle vyjádření bylo nutné konsolidovat výrobu ve Velké Británii vzhledem k rostoucí konkurenci na globálním trhu. Koncem roku 2011 byla výroba přesunuta do Číny a Polska.